# Hulst (Geldrop)
Hulst was een van de zes gehuchten van de voormalige gemeente Zesgehuchten, in de Nederlandse provincie Noord-Brabant. Het is nu een wijk van Geldrop.
Hulst, het noordelijkste gehucht van Zesgehuchten, ligt aan de weg van Geldrop naar Tongelre. Het wordt nu begrensd door de Kleine Dommel, het Eindhovens Kanaal, de Spoorlijn Eindhoven - Weert en de weg van Geldrop naar Eindhoven. In de wijk staan enkele oude boerderijen en een aantal woningen uit het begin van de twintigste eeuw. In de jaren 1950 en 1960 is aan de oostkant van Hulst een nieuwe wijk gebouwd, voornamelijk voor het personeel van Philips.

## Trivia
De schrijver A.F.Th. van der Heijden woonde in zijn jeugd enige tijd in de wijk Hulst. Zij vormt de achtergrond van zijn roman de gevarendriehoek
Dorpen: Geldrop · Hoog Geldrop · Mierlo 

Buurtschappen: Bekelaar · 't Broek · De Loo · Genoenhuis · Goor . Gijzenrooi · Heiderschoor · Hout · Hulst · Loeswijk · Luchen · Overakker · Trimpert · Voortje

Wijken van Geldrop: Akert · Braakhuizen-Noord · Braakhuizen-Zuid · Centrum · Coevering · Gijzenrooi · Skandia 

Noord-Brabant: Steden en dorpen      Nederland: Provincies · Gemeenten